# Großer Preis von Monaco 1959
Der Große Preis von Monaco 1959 (offiziell XVII Grand Prix Automobile de Monaco) fand am 10. Mai auf dem Circuit de Monaco in Monte-Carlo statt und war das erste Rennen der Automobil-Weltmeisterschaft 1959.

## Bericht

### Hintergrund

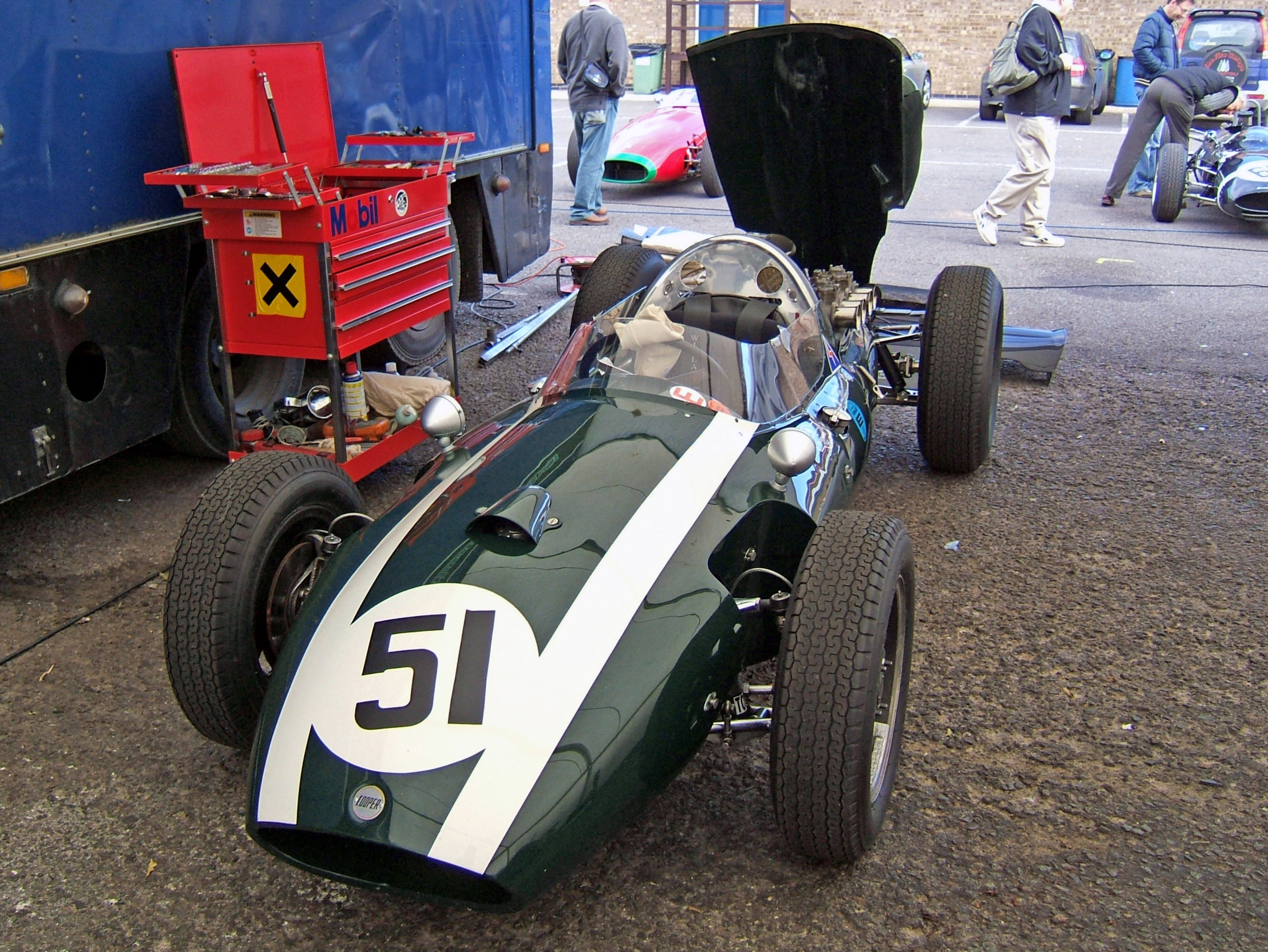
Cooper T51

Nach dem Rücktritt von Juan Manuel Fangio und dem tödlichen Autounfall von Mike Hawthorn nach dem Ende der Saison 1958 startete die Formel 1 erstmals nach der Automobil-Weltmeisterschaft 1950 wieder ohne einen amtierenden oder ehemaligen Weltmeister im Fahrerfeld. Dieser Umstand trat erst in der Formel-1-Weltmeisterschaft 1994 wieder auf. Vanwall hatte sich nach dem tödlichen Unfall von Stuart Lewis-Evans beim letzten Rennen der Saison 1958 teilweise aus der Formel 1 zurückgezogen und startete 1959 lediglich beim Großen Preis von Großbritannien. Tony Brooks wechselte daraufhin zu Ferrari. Die Scuderia Ferrari hatte in den beiden vorangegangenen Jahren viele Fahrer durch Unfälle verloren, weshalb sie gezwungen waren sich 1959 personell neu aufzustellen. Neben Brooks holte man Jean Behra von B.R.M. und Cliff Allison von Lotus. Phil Hill erhielt nach sporadischen Renneinsätzen und zwei Podestplätzen im Vorjahr ein Stammcockpit bei Ferrari. Als Wagen kam ein weiterentwickelter Ferrari Dino 246F1 zum Einsatz.
Cooper trennte sich von Roy Salvadori, verlängerte jedoch den Vertrag von Jack Brabham. Neue Teamkollegen von Brabham wurden Bruce McLaren und Masten Gregory. Neuer Wagen des Teams wurde der Cooper T51, der im Vergleich zu Ferrari heckmotorbetrieben war, wesentlich leichter, dafür jedoch eine geringere Leistung hatte. B.R.M. startete mit Harry Schell, Jo Bonnier und Ron Flockhart in die neue Saison, für Lotus fuhren Graham Hill und Pete Lovely, der sich das erste Mal in seiner Karriere versuchte für einen Grand Prix zu qualifizieren.
Porsche meldete zwei Fahrzeuge für den Großen Preis von Monaco 1959, dies war jedoch die einzige Rennteilnahme der Saison für das Team. Fahrer waren Wolfgang Graf Berghe von Trips und Maria Teresa de Filippis. Für de Filippis, einzige Frau im Fahrerfeld war es der letzte Versuch sich für ein Rennen zu qualifizieren.
In den vorangegangenen Jahren war der Maserati 250F der meistverwendete Wagen der privaten Fahrer. Dies änderte sich zu Beginn der Formel-1-Saison 1959, sieben Fahrer fuhren einen privaten Cooper. Das Rob Walker Racing Team startete mit Stirling Moss und Maurice Trintignant, beide mit einem Cooper T51-Climax, Moss testete im Training jedoch auch einen Cooper T51 mit B.R.M. Motor. Lucien Bianchi debütierte in einem privaten Cooper T51 in der Formel 1, Alain de Changy und Jean Lucienbonnet fuhren ihr jeweils einziges Rennen, wobei Lucienbonnet den älteren Cooper T45 verwendete. Ivor Bueb fuhr für British Racing Partnership in einem Cooper T51, Roy Salvadori versuchte sich mit einem Cooper T45 mit Maserati Motor zu qualifizieren. Weitere Fahrer mit privaten Wagen waren Bruce Halford auf Lotus sowie Giorgio Scarlatti auf Maserati und André Testut auf Maserati in seinem letzten Grand Prix.
Maserati gewann das Rennen zuvor zweimal, Ferrari und Cooper jeweils einmal, bei den Fahrern war Moss einmal siegreich, Trintignant zweimal. Der Große Preis von Monaco war zum ersten Mal in der Geschichte Auftakt einer Formel-1-Saison, nachdem in den Jahren zuvor meist der Große Preis von Argentinien das erste Rennen war, dieser Grand Prix 1959 jedoch pausierte. Wochen zuvor fanden mehrere, nicht zur Weltmeisterschaft zählende Grands Prix statt, Moss gewann auf Cooper die Glover Trophy in Goodwood, Brabham auf Cooper die BRDC International Trophy in Silverstone und Behra für Ferrari in Aintree. Damit deutete sich bereits vor Saisonbeginn ein Zweikampf zwischen Cooper und Ferrari an, der die Formel-1-Saison 1959 bestimmen sollte. Dieser Zweikampf war auch das Duell zwischen Frontmotorkonzept und Heckmotorkonzept, der den grundlegenden Aufbau eines Formel-1-Wagens für die nächsten Jahrzehnte beeinflusste.
Trintignant bestritt seinen 50. Grand Prix.

### Training
Im Training zum Großen Preis von Monaco 1959 duellierten sich das Cooper-Werksteam, Ferrari und das Rob Walker Racing Team um die Pole-Position. Moss fuhr die schnellste Trainingsrunde und sicherte dem neuen Cooper T51 beim Debütrennen die erste Pole-Position. Er war dabei vier Zehntelsekunden schneller als der Zweitplatzierte Behra im Ferrari. Brabham qualifizierte sich auf Position drei vor den Ferrari-Fahrern Brooks und Phil Hill. Der Teamkollege von Moss, Trintignant komplettierte die Spitzengruppe auf dem sechsten Platz.
Im Mittelfeld qualifizierten sich die B.R.M., sowie weitere Cooper-Fahrer. Bonnier erreichte Startposition sieben vor Salvadori auf Cooper-Maserati. Bonniers Teamkollegen lagen dahinter und komplettierten die Top Zehn. Von den Topteams qualifizierten sich Allison für Ferrari, Graf Berghe von Trips für Porsche, Graham Hill für Lotus und beide Teamkollegen von Brabham. Auch Halford schaffte es in die Startaufstellung mit seinem privaten Lotus.
Aus Sicherheitsgründen waren für den Großen Preis von Monaco 1959 nur die besten 16 Fahrer zugelassen, alle anderen schieden im Training aus. Dies betraf Bueb, Scarlatti, Bianchi, Changy, de Filippis, Lovely, Lucienbonnet und Testut.

### Rennen

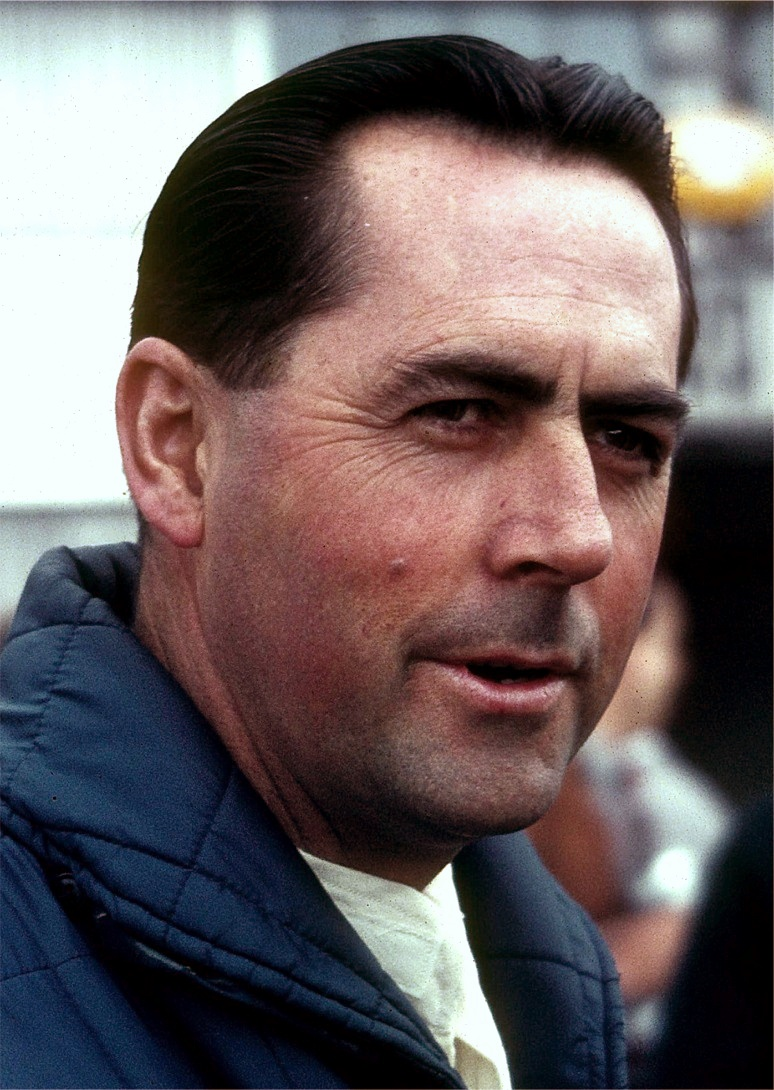
Erster Sieg von Jack Brabham

Das Startduell entschied Ferrari-Fahrer Behra für sich, er führte die ersten Rennrunden vor Moss und Brabham. In der ersten Rennrunde gab es anschließend einen Unfall im hinteren Feld, bei dem Graf Berghe von Trips, Halford und Allison kollidierten. Für alle drei Fahrer war das Rennen mit diesem Unfall beendet, ebenso wie für Porsche.
Außerdem schied Gregory in Runde sechs mit einem Getriebeschaden aus.
Da auf dem engen Stadtkurs in Monte Carlo kaum Überholmanöver möglich waren, fiel die Rennentscheidung durch Ausfälle und Fahrfehler. Behra hielt die Führung bis in Runde 22, als sein Motor begann auszufallen. Erst überholte Moss Behra, anschließend ging Brabham an ihm vorbei, bis er in Runde 24 endgültig das Rennen aufgab. Zuvor war bereits Graham Hill wegen eines Feuers an seinem Lotus ausgeschieden. Moss führte ab der Runde 24 das Rennen vor Brabham und Phil Hill an, der sich jedoch mehrfach drehte und hinter Schell und Brooks zurückfiel. Damit lagen zwei Cooper T51 an der Spitze des Feldes vor einem B.R.M., für B.R.M. begann ab Runde 45 jedoch eine Ausfallserie, die alle ihre Wagen betraf. Erst stellte Bonnier seinen Wagen mit defekten Bremsen ab, dann verunfallte Schell und in Runde 64 versagten auch bei Flockhart die Bremsen. B.R.M. ging somit ohne Punkte und ohne Zielankunft aus dem ersten Saisonrennen.
In Runde 81 kam Moss mit Kraftübertragungsproblemen an die Box. Der Schaden wurde versucht zu reparieren, sodass Moss wieder auf die Strecke fuhr, doch sein Wagen eine Runde später trotzdem abstellen musste. Damit übernahm der bis dahin Zweitplatzierte Brabham das erste Mal in seiner Karriere die Führung in einem Formel-1-Rennen, die er bis zur Zieldurchfahrt nicht mehr abgab. Brabham wurde somit der erste australische Grand-Prix-Sieger, für das Cooper-Werksteam war es ebenfalls der erste Sieg. Außerdem überbot Brabham in Runde 83, die schnellste Rennrunde von Moss, die dieser nur drei Runden zuvor aufgestellt hatte. Dadurch erhielt er zusätzlich einen Punkt für die schnellste Rennrunde. Auf Platz zwei fuhr Brooks ins Ziel, Trintignant komplettierte das Podium auf Position drei. Währenddessen Brooks nur 20 Sekunden auf den Sieg fehlten, hatte Trintignant bereits zwei Runden Rückstand auf die Spitze. Eine weitere Runde zurück erreichte Phil Hill, trotz diverser Dreher den vierten Rang, fünfter wurde McLaren, der seine ersten Punkte bekam. Salvadori wurde sechster, keine weiteren Wagen erreichten das Ziel.
In der Fahrerwertung führte Brabham zum ersten Mal in seiner Karriere vor Brooks und Trintignant, in der Konstrukteurswertung erzielten lediglich Ferrari und Cooper Punkte. Der Große Preis von Monaco 1959 blieb Brabhams einziger Sieg auf der Rennstrecke, für Cooper war es der zweite von insgesamt drei Gewinnen dieses Grand Prix.

## Meldeliste
| Team                       | Nr. | Fahrer                         | Chassis            | Motor           | Reifen |
| -------------------------- | --- | ------------------------------ | ------------------ | --------------- | ------ |
| F. Porsche KG              | 04  | Maria Teresa de Filippis       | Behra-Porsche      | Porsche 1.5 B4  | D      |
| F. Porsche KG              | 06  | Wolfgang Graf Berghe von Trips | Porsche 718        | Porsche 1.5 B4  | D      |
| Equipe Nationale Belge     | 10  | Lucien Bianchi                 | Cooper T51         | Climax 1.5 L4   | D      |
| Equipe Nationale Belge     | 12  | Alain de Changy                | Cooper T51         | Climax 1.5 L4   | D      |
| Jean Lucienbonnet          | 14  | Jean Lucienbonnet              | Cooper T45         | Climax 2.0 L4   | D      |
| Owen Racing Organisation   | 16  | Harry Schell                   | BRM P25            | BRM 2.5 L4      | D      |
| Owen Racing Organisation   | 18  | Jo Bonnier                     | BRM P25            | BRM 2.5 L4      | D      |
| Owen Racing Organisation   | 20  | Ron Flockhart                  | BRM P25            | BRM 2.5 L4      | D      |
| Cooper Car Company         | 22  | Bruce McLaren                  | Cooper T51         | Climax 2.2 L4   | D      |
| Cooper Car Company         | 24  | Jack Brabham                   | Cooper T51         | Climax 2.5 L4   | D      |
| Cooper Car Company         | 26  | Masten Gregory                 | Cooper T51         | Climax 2.5 L4   | D      |
| Rob Walker Racing Team     | 30  | Stirling Moss                  | Cooper T51         | Climax 2.5 L4   | D      |
| Rob Walker Racing Team     | 30  | Stirling Moss                  | Cooper T51         | B.R.M. 2.5 L4   | D      |
| Rob Walker Racing Team     | 32  | Maurice Trintignant            | Cooper T51         | Climax 2.5 L4   | D      |
| British Racing Partnership | 34  | Ivor Bueb                      | Cooper T51         | Climax 1.5 L4   | D      |
| High Efficiency Motors     | 38  | Roy Salvadori                  | Cooper T45         | Maserati 2.5 L4 | D      |
| Team Lotus                 | 40  | Graham Hill                    | Lotus 16           | Climax 2.5 L4   | D      |
| Team Lotus                 | 42  | Pete Lovely                    | Lotus 16           | Climax 2.5 L4   | D      |
| Scuderia Ferrari           | 46  | Jean Behra                     | Ferrari Dino 246F1 | Ferrari 2.4 V6  | D      |
| Scuderia Ferrari           | 48  | Phil Hill                      | Ferrari Dino 246F1 | Ferrari 2.4 V6  | D      |
| Scuderia Ferrari           | 50  | Tony Brooks                    | Ferrari Dino 246F1 | Ferrari 2.4 V6  | D      |
| Scuderia Ferrari           | 52  | Cliff Allison                  | Ferrari Dino 156F2 | Ferrari 1.5 V6  | D      |
| Scuderia Ugolini           | 54  | Masten Gregory                 | Maserati 250F      | Maserati 2.5 L6 | D      |
| Monte Carlo Autosport      | 56  | André Testut                   | Maserati 250F      | Maserati 2.5 L6 | P      |

## Klassifikationen

### Qualifying
| Pos. | Fahrer                         | Konstrukteur    | Zeit   | Start |
| ---- | ------------------------------ | --------------- | ------ | ----- |
| 01   | Stirling Moss                  | Cooper-Climax   | 1:39,6 | 01    |
| 02   | Jean Behra                     | Ferrari         | 1:40,0 | 02    |
| 03   | Jack Brabham                   | Cooper-Climax   | 1:40,1 | 03    |
| 04   | Tony Brooks                    | Ferrari         | 1:41,0 | 04    |
| 05   | Phil Hill                      | Ferrari         | 1:41,3 | 05    |
| 06   | Maurice Trintignant            | Cooper-Climax   | 1:41,7 | 06    |
| 07   | Jo Bonnier                     | B.R.M.          | 1:42,3 | 07    |
| 08   | Roy Salvadori                  | Cooper-Maserati | 1:42,4 | 08    |
| 09   | Harry Schell                   | B.R.M.          | 1:43,0 | 09    |
| 10   | Ron Flockhart                  | B.R.M.          | 1:43,1 | 10    |
| 11   | Masten Gregory                 | Cooper-Climax   | 1:43,2 | 11    |
| 12   | Wolfgang Graf Berghe von Trips | Porsche         | 1:43,8 | 12    |
| 13   | Bruce McLaren                  | Cooper-Climax   | 1:43,9 | 13    |
| 14   | Graham Hill                    | Lotus-Climax    | 1:43,9 | 14    |
| 15   | Cliff Allison                  | Ferrari         | 1:44,4 | 15    |
| 16   | Bruce Halford                  | Lotus-Climax    | 1:44,8 | 16    |
| DSQ  | Ivor Bueb                      | Cooper-Climax   | 1:44,9 | –     |
| DSQ  | Giorgio Scarlatti              | Maserati        | 1:45,0 | –     |
| DSQ  | Lucien Bianchi                 | Cooper-Climax   | 1:45,4 | –     |
| DSQ  | Alain de Changy                | Cooper-Climax   | 1:45,4 | –     |
| DSQ  | Maria Teresa de Filippis       | Porsche         | 1:47,8 | –     |
| DSQ  | Pete Lovely                    | Lotus-Climax    | 1:47,9 | –     |
| DSQ  | Jean Lucienbonnet              | Cooper-Climax   | 1:50,9 | –     |
| DSQ  | André Testut                   | Maserati        | 1:59,1 | –     |

### Rennen
| Pos. | Fahrer                         | Konstrukteur    | Runden | Stopps | Zeit        | Start | Schnellste Runde |
| ---- | ------------------------------ | --------------- | ------ | ------ | ----------- | ----- | ---------------- |
| 01   | Jack Brabham                   | Cooper-Climax   | 100    |        | 2:55:51,3   | 03    | 1:40,4 (83.)     |
| 02   | Tony Brooks                    | Ferrari         | 100    |        | + 20,4      | 04    | 1:42,5 (47.)     |
| 03   | Maurice Trintignant            | Cooper-Climax   | 98     |        | + 2 Runden  | 06    | 1:44,4 (42.)     |
| 04   | Phil Hill                      | Ferrari         | 97     |        | + 3 Runden  | 05    | 1:44,2 (14.)     |
| 05   | Bruce McLaren                  | Cooper-Climax   | 96     |        | + 4 Runden  | 13    | 1:44,4 (45.)     |
| 06   | Roy Salvadori                  | Cooper-Maserati | 83     |        | + 17 Runden | 08    | 1:43,7 (60.)     |
| –    | Stirling Moss                  | Cooper-Climax   | 81     |        | DNF         | 01    | 1:42,3 (80.)     |
| –    | Ron Flockhart                  | B.R.M.          | 64     |        | DNF         | 10    | 1:45,7 (42.)     |
| –    | Harry Schell                   | B.R.M.          | 48     |        | DNF         | 09    | 1:44,0 (45.)     |
| –    | Jo Bonnier                     | B.R.M.          | 45     |        | DNF         | 07    | 1:45,0 (17.)     |
| –    | Jean Behra                     | Ferrari         | 24     |        | DNF         | 02    | 1:43,6 (20.)     |
| –    | Graham Hill                    | Lotus-Climax    | 21     |        | DNF         | 14    | 1:46,8 (15.)     |
| –    | Masten Gregory                 | Cooper-Climax   | 6      |        | DNF         | 11    | 1:49,1 (04.)     |
| –    | Cliff Allison                  | Ferrari         | 1      |        | DNF         | 15    | 2:02,1 (01.)     |
| –    | Bruce Halford                  | Lotus-Climax    | 1      |        | DNF         | 16    | 2:02,7 (01.)     |
| –    | Wolfgang Graf Berghe von Trips | Porsche         | 1      |        | DNF         | 12    | 2:01,0 (01.)     |

## WM-Stände nach dem Rennen
Die ersten fünf des Rennens bekamen 8, 6, 4, 3, 2 Punkte. Der Fahrer mit der schnellsten Rennrunde erhielt zusätzlich 1 Punkt. Es zählten nur die fünf besten Ergebnisse aus acht Rennen. In der Konstrukteurswertung zählte nur das Ergebnis des bestplatzierten Fahrzeuges.

### Fahrerwertung
| Pos. | Fahrer              | Konstrukteur    | Punkte |
| ---- | ------------------- | --------------- | ------ |
| 01   | Jack Brabham        | Cooper-Climax   | 9      |
| 02   | Tony Brooks         | Ferrari         | 6      |
| 03   | Maurice Trintignant | Cooper-Climax   | 4      |
| 04   | Phil Hill           | Ferrari         | 3      |
| 05   | Bruce McLaren       | Cooper-Climax   | 2      |
| 06   | Roy Salvadori       | Cooper-Maserati | 0      |
| –    | Stirling Moss       | Cooper-Climax   | 0      |
| –    | Ron Flockhart       | B.R.M.          | 0      |

| Pos. | Fahrer                         | Konstrukteur  | Punkte |
| ---- | ------------------------------ | ------------- | ------ |
| –    | Harry Schell                   | B.R.M.        | 0      |
| –    | Jo Bonnier                     | B.R.M.        | 0      |
| –    | Jean Behra                     | Ferrari       | 0      |
| –    | Graham Hill                    | Lotus-Climax  | 0      |
| –    | Masten Gregory                 | Cooper-Climax | 0      |
| –    | Cliff Allison                  | Ferrari       | 0      |
| –    | Bruce Halford                  | Lotus-Climax  | 0      |
| –    | Wolfgang Graf Berghe von Trips | Porsche       | 0      |

### Konstrukteurswertung
| Pos. | Konstrukteur  | Punkte |
| ---- | ------------- | ------ |
| 01   | Cooper-Climax | 8      |
| 02   | Ferrari       | 6      |
| –    | B.R.M.        | 0      |
| –    | Porsche       | 0      |